# Tableau de bord
O tableau de bord ou painel de gestão à vista é um método de administração de empresas.

## Descrição
É um instrumento de medida de desempenho que facilita a pilotagem “pro activa” de uma ou varias actividades ou da organização como um todo, contribuindo para a redução da incerteza e facilitando a previsão de risco inerente a todas as decisões. Ele foi desenvolvido nos anos sessenta em França, como um documento onde se apresentavam diversos rácios para o controlo financeiro, evoluindo para uma combinação de indicadores financeiros e não financeiros. 
Por sua vez, Coral e Urieta (2001) e AECA (2000) definem tableau de bord como um instrumento de informação periódica para a direcção, capaz de facilitar a tomada de decisão oportuna, a partir do conhecimento do nível de cumprimento dos objectivos previamente definidos, através de indicadores de gestão. Para Jordan (2003), o tableau de bord é um instrumento de gestão e de acção, que cumpre a sua missão, ajudando o gestor na tomada de decisão, produzindo informação que permite o acompanhamento e controle de gestão e tendo como vocação assegurar uma síntese das actividades e dos resultados de um centro de responsabilidade ou da organização como um todo. Citando Corral e Urieta, o tableau de bord é uma ferramenta básica para o controlo de gestão e a sua principal função é “fornecer uma visão de conjunto que permita oferecer soluções em casos particulares” e, uma vez determinada a visão da entidade, deve ter-se em conta a estrutura organizacional, para a sua elaboração.
O conceito de tableau de bord como instrumento de informação e controle da gestão organizacional existe há décadas e o seu uso está generalizada em muitas organizações. É um documento onde se reúnem os indicadores mais relevantes para se realizar o controlo dos diferentes níveis organizacionais, ou da entidade como um todo. Embora existam numerosas concepções de tableau de bord, acima de tudo, esse documento deve ser um instrumento de gestão e acção, por ser muito sintético, de fácil leitura, diversificado, comparativo, dialogante, de rápida e frequente elaboração; e o diálogo em todos os níveis da organização cumpre a sua principal missão: ajudar o gestor na tomada de decisão. Para isso, é de salientar que o documento deve conter indicadores históricos e previsionais, não se limitando a indicadores financeiros, evidenciar os desvios e as repercussões importantes sobre o resultado da organização, bem como estimular a tomada de decisão.
De acordo com o conceito de tableau de bord, Coral e Urieta (2001) referem que estão subjacentes três formas para a sua concepção:
1. uma tradicional, baseada em informação contabilística, onde os dados são exclusivamente financeiros e constituem um tableau de bord financeiro;

1. outra, com base em sistemas automatizados de informação para a gestão, referenciando que cada responsável que toma decisões deve ter um tableau de bord adequado às suas necessidades e com a periodicidade adequada;

1. ou ainda, tableau de bord de gestão. O seu processo evolutivo, nas fases de concepção e elaboração não pode deixar de considerar a visão estratégica da organização e, por isso, o seu conceito ampliou-se e introduziu-se a concepção global do tableau de bord.

## Visão e Estratégia
A base de todo o tableau de bord e a razão da sua construção é ajudar a implementação da estratégia e dos objectivos estratégicos, daí a primeira fase de concepção consistir em conhecer qual a missão e a estratégia da empresa. Segue-se depois a definição da estrutura de centros de responsabilidade. O processo de definição do tableau de bord serve igualmente para aferir em que medida a forma organizacional que a empresa tem se justifica para a implementação da estratégia. Uma vez definida a missão e estratégia, objectivos globais e respectivos indicadores, começa-se por se reflectir sobre as variáveis de acção e a respectiva descentralização das responsabilidades.